# ミラド・モハマディー
ミラド・モハマディー（ペルシア語: میلاد محمدی, ラテン語: Milad Mohammadi, 1993年9月29日-）は、イラン・テヘラン出身の同国代表サッカー選手。AEKアテネFC所属。ポジションはDF。

## 来歴

### クラブ
2014年夏にラーフ・アーハンFCとプロ契約を締結。
2016年2月、FCテレク・グロズヌイに移籍。
2019年7月、KAAヘントに移籍。
2021年9月17日、AEKアテネFCに3年契約で移籍。

### 代表
2016年1月、カタールで開催されたAFC U-23選手権2016にU-23イラン代表の一員として参加。グループステージのシリア戦でゴールを決めた。
2015年6月11日、ウズベキスタン代表との親善試合でフル代表デビューを飾った。
2018年6月、2018 FIFAワールドカップ参加メンバーに選出された。同大会ではグループステージのスペイン代表戦に出場した。

## 人物
双子の兄弟のメーダド・モハマディーもイラン代表サッカー選手。

## 代表歴

### 出場大会
- イラン代表
  - 2018 FIFAワールドカップ
  - 2022 FIFAワールドカップ

### 試合数
- 国際Aマッチ 53試合 1得点（2015年-）[9]

| イラン代表 | 国際Aマッチ | 国際Aマッチ |
| 年         | 出場        | 得点        |
| ---------- | ----------- | ----------- |
| 2015       | 2           | 0           |
| 2016       | 6           | 0           |
| 2017       | 6           | 0           |
| 2018       | 10          | 0           |
| 2019       | 10          | 0           |
| 2020       | 2           | 0           |
| 2021       | 7           | 1           |
| 2022       | 6           | 0           |
| 2023       | 4           | 0           |
| 2024       |             |             |
| 通算       | 53          | 1           |